# Guerres d'indépendance hispano-américaines
 (décembre 2022).
Si vous disposez d'ouvrages ou d'articles de référence ou si vous connaissez des sites web de qualité traitant du thème abordé ici, merci de compléter l'article en donnant les références utiles à sa vérifiabilité et en les liant à la section « Notes et références ».
Batailles
- Suipacha
- Las Piedras
- Huaqui
- Tucumán
- Cerrito
- Salta
- Campagne Admirable
- Ayohuma
- Buceo
- La Puerta (1814)
- Rancagua
- Sipe-Sipe
- Carthagène
- Chacabuco
- La Puerta (1818)
- Maipú
- Vargas
- Boyacá
- Valdivia
- Carabobo
- Yaguachi
- Pichincha
- Lac Maracaibo
- Junín
- Ayacucho

Les guerres d'indépendance hispano-américaines furent les nombreuses guerres contre la domination espagnole en Amérique espagnole dans le but de l'indépendance politique qui eurent lieu au début du xixe siècle, peu de temps après l'invasion française de l'Espagne en 1807 pendant les guerres napoléoniennes en Europe. Bien qu'il y ait eu des recherches sur l'idée d'une identité hispano-américaine (« créole ») distincte de celle de la péninsule ibérique, l'indépendance politique n'était pas au départ l'objectif de la plupart des Hispano-Américains, ni nécessairement inévitable. Avec la restauration de Ferdinand VII en 1814, le roi rejeta tout type de souveraineté populaire (junte ou cortès). Le Triennat libéral de 1820 ne changea pas non plus la position de la constitution de Cadix de 1812 contre le séparatisme, tandis que les Latino-Américains étaient de plus en plus radicalisés, en quête d'indépendance politique.
Les violents conflits commencèrent en 1809 avec des juntes gouvernantes de courte durée établies à Chuquisaca et Quito pour s'opposer au gouvernement de la junte centrale suprême de Séville. En 1810, de nombreuses nouvelles juntes apparurent dans les domaines espagnols des Amériques lorsque la junte centrale tomba sous l'invasion française. Bien que diverses régions de l'Amérique espagnole se soient opposées à de nombreuses politiques de la Couronne, « il y avait peu d'intérêt pour l'indépendance pure et simple ; en fait, il y avait un large soutien à la junte centrale espagnole formée pour diriger la résistance contre les Français ». Alors que certains Hispano-Américains pensaient que l'indépendance était nécessaire, la plupart de ceux qui soutenaient initialement la création des nouveaux gouvernements les considéraient comme un moyen de préserver l'autonomie de la région par rapport aux Français. Au cours de la prochaine décennie, l'instabilité politique en Espagne et la restauration absolutiste sous Ferdinand VII convainquirent de nombreux Hispano-Américains de la nécessité d'établir officiellement l'indépendance de la mère patrie.
Ces conflits furent menés à la fois en tant que guerre irrégulière et guerre conventionnelle. Ces guerres commencèrent comme des guerres civiles localisées qui s'étendirent ensuite pour promouvoir l'indépendance générale de la domination espagnole. Cette indépendance conduisit au développement de nouvelles frontières nationales basées sur les provinces coloniales, qui formeraient les futurs pays indépendants qui constitueront l'Amérique latine contemporaine au début du xixe siècle. Cuba et Porto Rico restèrent sous domination espagnole jusqu'à la guerre hispano-américaine en 1898. Les nouvelles républiques abolirent dès le début le système officiel de classes et de hiérarchie raciales, le système de caste, l'Inquisition et les titres nobles. L'esclavage ne fut pas aboli immédiatement mais prit fin dans toutes les nouvelles nations en un quart de siècle. Les Criollos (ceux d'origine espagnole nés dans le Nouveau Monde) et les Mestizos (ceux de sang ou de culture mixte amérindienne et espagnole) remplacèrent des personnes nommées d'origine espagnole dans la plupart des gouvernements politiques. Les Criollos restèrent au sommet d'une structure sociale qui conserva certaines de ses caractéristiques traditionnelles culturellement, sinon légalement. Pendant près d'un siècle par la suite, les conservateurs et les libéraux se battirent pour renverser ou approfondir les changements sociaux et politiques déclenchés par ces rébellions.
Les événements en Amérique espagnole étaient liés aux guerres d'indépendance dans l'ancienne colonie française de Saint-Domingue, en Haïti, et à la transition vers l'indépendance au Brésil. L'indépendance du Brésil, en particulier, partageait un point de départ commun avec celui de l'Amérique espagnole, car les deux conflits furent déclenchés par l'invasion de Napoléon dans la péninsule ibérique, qui avait forcé la famille royale portugaise à fuir au Brésil en 1807. Le processus d'indépendance de l'Amérique latine prit place dans le climat politique et intellectuel général qui émergea du siècle des Lumières et qui influença toutes les révolutions atlantiques, y compris les révolutions antérieures aux États-Unis et en France. Une cause plus directe des guerres d'indépendance hispano-américaines fut l'évolution unique qui se produisit au sein du royaume d'Espagne et de sa monarchie à cette époque.

## Contexte historique
L'indépendance politique n'était pas nécessairement l'issue prédéterminée des troubles politiques en Amérique espagnole. « Il y avait peu d'intérêt pour l'indépendance pure et simple ». Comme l'observent les historiens R. A. Humphreys et John Lynch : « il est trop facile d'assimiler les forces du mécontentement ou même les forces du changement aux forces de la révolution ». Puisque « par définition, il n'y avait pas d'histoire d'indépendance jusqu'à ce qu'elle se produise », lorsque l'indépendance hispano-américaine eut lieu, on chercha à en comprendre les facteurs. Les guerres d'indépendance de l'Amérique latine furent essentiellement menées par la diaspora européenne contre les empires européens.
Un certain nombre de facteurs furent identifiés. Premièrement, le contrôle accru par la Couronne de son empire d'outre-mer via les réformes bourboniennes du milieu du xviiie siècle introduisit des changements dans la relation des Hispano-Américains avec la Couronne. Le langage utilisé pour décrire l'empire d'outre-mer passa de « royaumes » ayant un statut indépendant avec la Couronne à des « colonies » subordonnées à l'Espagne. Dans un effort pour mieux contrôler l'administration et l'économie des possessions d'outre-mer, la Couronne réintroduisit la pratique de nommer des étrangers, presque tous Espagnols de la péninsule, dans les postes royaux de tout l'empire. Cela signifiait que les élites hispano-américaines étaient contrecarrées dans leurs attentes et leurs ambitions par la Couronne, qui revint sur des pratiques de longue date d'accès des créoles à la fonction publique.
La politique régaliste et sécularisante de la monarchie bourbonienne visait à diminuer le pouvoir de l'Église catholique romaine. La couronne avait déjà expulsé les jésuites en 1767, qui vit de nombreux membres créoles de la Compagnie de Jésus s'exiler en permanence. En limitant le pouvoir de l'Église, la couronne tenta de se centraliser au sein des institutions de l'Amérique latine coloniale. En raison de la proximité physique et idéologique du clergé, ils pouvaient directement influencer et dicter les interactions entre les populations de l'Amérique latine coloniale en tant que conseillers, juridiques ou non ; une franchise dont la Couronne aurait besoin pour tenter de créer l'État colonial centralisé qu'elle voulait mettre en œuvre.
Plus tard au xviiie siècle, la couronne chercha à réduire les privilèges (fueros) du clergé, restreignant l'autorité cléricale aux questions spirituelles et sapant le pouvoir des curés, qui agissaient souvent comme agents de la couronne dans les paroisses rurales. En désacralisant le pouvoir et les attaques frontales contre le clergé, la couronne, selon William B. Taylor, sapa sa propre légitimité, car les prêtres de la paroisse étaient traditionnellement les « représentants locaux naturels de leur roi catholique ».
Dans le domaine économique, la couronne a cherché à contrôler les revenus de l'église. L'Église fonctionnait comme l'une des plus grandes institutions économiques de l'Amérique latine coloniale. Elle possédait et conservait la juridiction sur de grandes quantités de terres, ce que la Couronne voulait pour elle-même en raison de la valeur économique qui pouvait être dérivée des terres. De plus, en prenant cette terre pour elle-même, la Couronne avait l'occasion de réduire la présence physique de l'Église pour affaiblir davantage son rôle idéologique et social au sein des communautés coloniales locales.
Durant la crise financière de 1804, la couronne tenta de faire appel à des dettes envers l'église, principalement sous la forme d'hypothèques pour les haciendas appartenant aux élites. L'Acte de consolidation menaçait simultanément la richesse de l'église, dont le capital était principalement prêté pour des hypothèques, ainsi que le bien-être financier des élites, qui dépendaient des hypothèques pour acquérir et conserver leurs biens. Le raccourcissement de la période de remboursement signifiait que de nombreuses élites furent confrontées à la faillite. La Couronne chercha également à obtenir des avantages pour les familles d'élite mises de côté pour soutenir un prêtre, souvent les membres de leur propre famille, en éliminant ces fonds de dotation (capellanías) dont le clergé inférieur dépendait de manière disproportionnée. Principalement au Mexique, le bas clergé participa à l'insurrection pour l'indépendance avec les prêtres Miguel Hidalgo et José María Morelos.
Les réformes eurent des résultats mitigés. Dans certaines régions — comme Cuba, Río de la Plata et la Nouvelle-Espagne —, les réformes eurent des effets positifs, améliorant l'économie locale et l'efficacité du gouvernement. Dans d'autres domaines, les changements dans les politiques économiques et administratives de la couronne entraînèrent des tensions avec les habitants, qui éclatèrent parfois en révoltes ouvertes, comme la révolte des Comuneros en Nouvelle-Grenade et la rébellion de Túpac Amaru II au Pérou.
La perte de hautes fonctions au profit des Peninsulares et les révoltes du xviiie siècle en Amérique du Sud espagnole furent quelques-unes des causes directes des guerres d'indépendance, qui eurent lieu des décennies plus tard. Il s'agit d'éléments importants du contexte politique dans lequel les guerres eurent lieu. De nombreux Créoles, en particulier les plus aisés, furent affectés par les réformes des Bourbon. Cela les motiva à réagir, en utilisant leur richesse et leur position au sein de la société, souvent en tant que dirigeants au sein de leurs communautés, pour stimuler la résistance à exprimer leur mécontentement envers les réformes espagnoles en raison de leur impact économique négatif. Cependant, en raison de la rapidité avec laquelle leurs révoltes allaient radicaliser les classes inférieures, les Créoles cessèrent rapidement de soutenir une insurrection violente générale, parce qu'ils bénéficiaient du changement social qui s'était produit à travers les systèmes de la couronne espagnole. Le changement institutionnel assura la stabilité en soutenant les institutions politiques qui permirent la création d'une classe créole riche, tout en adaptant ces institutions pour répondre aux demandes, plutôt que de proposer un changement radical dans la composition complète de la vie et des traditions socioéconomiques. Cependant, le changement institutionnel ne se produisit pas comme prévu et accentua la radicalisation des classes sociales hispano-américaines vers l'indépendance.
D'autres facteurs peuvent inclure la pensée des Lumières et les exemples des révolutions atlantiques. Les Lumières stimulèrent le désir de réforme sociale et économique qui se propageait à travers l'Amérique espagnole et la péninsule ibérique. Des idées sur le libre-échange et l'économie physiocratique furent soulevées par les Lumières en Espagne et se propagèrent à l'empire d'outre-mer et aux Lumières hispano-américaines locales. Les réformes politiques mises en œuvre et les nombreuses constitutions écrites en Espagne et dans le monde espagnol pendant les guerres d'indépendance furent influencées par ces facteurs.

## Création de nouvelles institutions dirigeantes en Espagne et en Amérique, 1808–1810

### Effondrement de la dynastie Bourbon
L'invasion de la péninsule ibérique fut le déclencheur de conflits en Amérique espagnole en l'absence d'un monarque légitime. L'invasion de la péninsule ibérique commença une longue période d'instabilité dans la monarchie espagnole mondiale qui dura jusqu'en 1823. L'enlèvement par Napoléon des monarques Bourbon précipita une crise politique en Espagne et en Amérique espagnole. Bien que le monde espagnol ait rejeté presque uniformément le plan de Napoléon de placer son frère, Joseph, sur le trône, il n'y avait pas de solution claire à l'absence d'un roi. Suivant les théories politiques traditionnelles espagnoles sur la nature contractuelle de la monarchie, les provinces péninsulaires réagirent à la crise en créant des juntes. Cette décision créa toutefois plus de confusion, car il n'y avait pas d'autorité centrale et la plupart des juntes ne reconnaissaient pas la revendication de certaines juntes de représenter la monarchie dans son ensemble. La junte de Séville, en particulier, revendiquait l'autorité sur l'empire d'outre-mer, en raison du rôle historique de la province en tant qu'entrepôt exclusif de l'empire.
Cette impasse fut résolue par des négociations entre les différentes juntes d'Espagne comptées avec la participation du Conseil de Castille, ce qui conduisit à la création d'un gouvernement principal : la « Junte centrale et gouvernementale suprême d'Espagne et des Indes », le 25 septembre 1808. Il fut convenu que les royaumes de la péninsule enverraient deux représentants à cette junte centrale suprême et que les royaumes d'outre-mer enverraient chacun un représentant. Ces royaumes étaient définis comme « les vice-royautés de la Nouvelle-Espagne (Mexique), du Pérou, de la Nouvelle-Grenade et de Buenos Aires, et les capitaineries indépendantes générales de l'île de Cuba, de Porto Rico, du Guatemala, du Chili, de la province du Venezuela et des Philippines ». Ce plan fut critiqué pour avoir fourni une représentation inégale de l'Amérique espagnole ; néanmoins, tout au long de la fin de 1808 et au début de 1809, les capitales régionales élurent des candidats, dont les noms furent transmis aux capitales des vice-royautés ou capitaineries générales. Plusieurs moyennes et grandes villes se retrouvèrent sans représentation directe dans la junte suprême. En particulier, Quito et Chuquisaca, qui se considéraient comme les capitales des royaumes, n'aimaient pas être englobées respectivement dans les plus grandes vice-royauté du Pérou et vice-royauté du Río de la Plata. Ces troubles conduisirent à la création de juntes dans ces villes en 1809, qui furent finalement annulées par les autorités dans l'année. Une tentative infructueuse d'établir une junte en Nouvelle-Espagne fut également stoppée.

### Révolution institutionnelle espagnole
La fuite vers Cadix et la dissolution de la junte centrale suprême le 29 janvier 1810, en raison des revers subis après la bataille d'Ocaña par les forces espagnoles payées avec l'argent hispano-américain, déclenchèrent une nouvelle vague de juntes en train de s'établir aux Amériques. Les forces françaises envahirent le sud de l'Espagne et obligèrent la junte suprême à chercher refuge dans la ville insulaire de Cadix.
La junte suprême se remplaça par un conseil plus petit, composé de cinq hommes, appelé la Régence, ou le conseil de régence d'Espagne et des Indes. Ensuite, afin d'établir un système gouvernemental plus légitime, la Régence appela à la convocation des « Cortes extraordinaires et générales de la nation espagnole » : les « Cortes de Cadix ». Le plan pour l'élection des Cortes, basé sur les provinces et non sur les royaumes, était plus équitable et donnait plus de temps pour déterminer ce qui serait considéré comme une province d'outre-mer. Les Cortes de Cadix furent la première assemblée nationale à revendiquer la souveraineté en Espagne. Ils représentaient l'abolition des anciens royaumes. La séance d'ouverture eut lieu le 24 septembre 1810, dans le bâtiment maintenant connu sous le nom de Real Teatro de las Cortes sous le siège de l'armée française. Il se réunit en un seul corps et ses membres représentaient tout l'empire espagnol.

### Réponse en Amérique espagnole
La plupart des Hispano-Américains ne virent aucune raison de reconnaître un gouvernement croupion qui était menacé d'être capturé par les Français à tout moment et commencèrent à travailler pour la création de juntes locales afin de préserver l'indépendance de la région par rapport aux Français. Les mouvements de la junte furent couronnés de succès en Nouvelle-Grenade (Colombie), au Venezuela, au Chili et au Rio de la Plata (Argentine). Des mouvements moins réussis, bien que graves, se produisirent également en Amérique centrale. En fin de compte, l'Amérique centrale, avec la plupart de la Nouvelle-Espagne, Quito (Équateur), le Pérou, le Haut-Pérou (Bolivie), les Caraïbes et les Philippines, continua à être contrôlée par les royalistes durant la décennie suivante et participèrent à l'effort des Cortes espagnoles pour établir un gouvernement libéral pour la monarchie espagnole.

## Campagnes militaires

### Guerres civiles pour une souveraineté contestée, 1810-1814

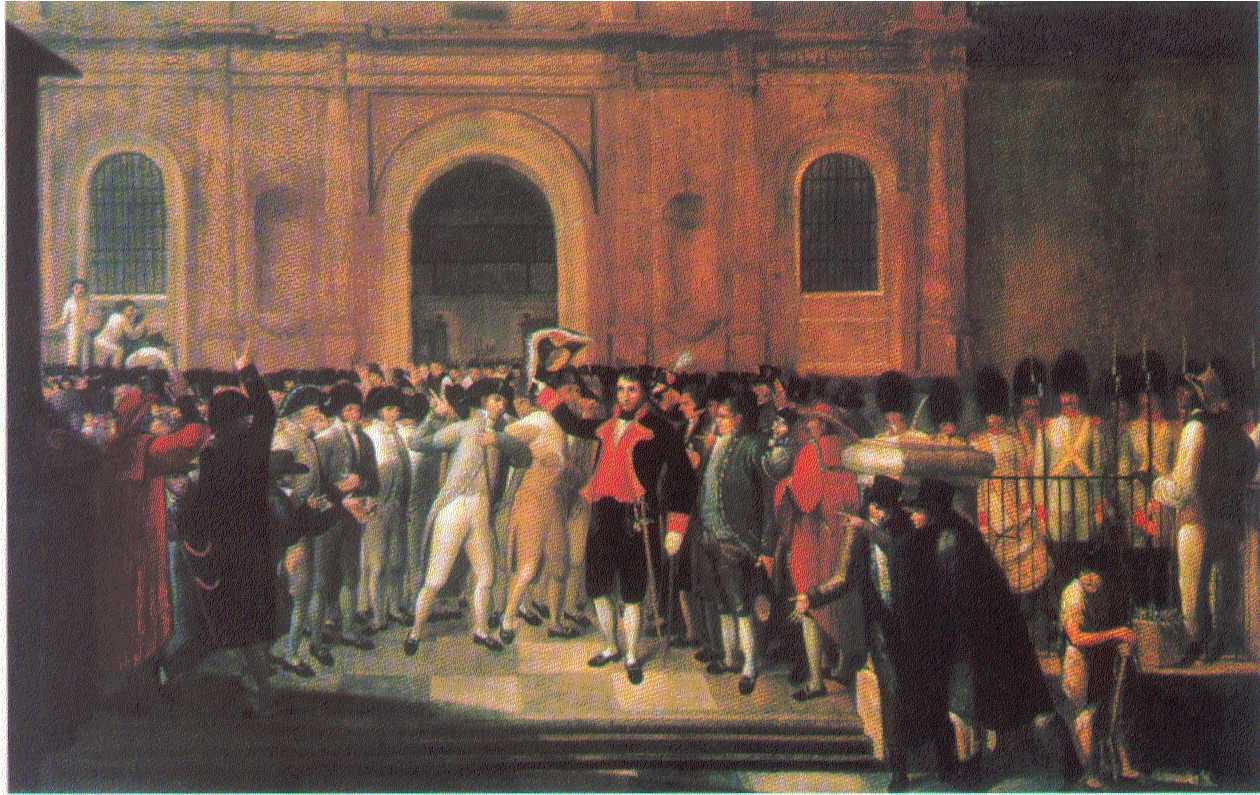
Destitution du capitaine-général du Venezuela le 19 avril 1810.

La création de juntes en Amérique espagnole, comme la Junta Suprema de Caracas, le 19 avril 1810, ouvrit la voie aux combats qui affecteront la région pendant la prochaine décennie et demie. Des lignes de fracture politique apparurent et furent souvent à l'origine de conflits militaires. D'une part, les juntes contestaient l'autorité de tous les fonctionnaires royaux, qu'ils reconnaissent ou non la Régence. D'autre part, les fonctionnaires royaux et les Hispano-Américains qui souhaitaient garder l'empire ensemble étaient divisés entre les libéraux, qui soutenaient les efforts des Cortes, et les conservateurs (souvent appelés « absolutistes » dans l'historiographie), qui ne voulaient pas voir d'innovations au sein du gouvernement. Enfin, bien que les juntes aient prétendu mener leurs actions au nom du roi déchu, Ferdinand VII, leur création fournit une opportunité aux personnes qui favorisaient l'indépendance pure et simple de promouvoir leur agenda publiquement et en toute sécurité. Les partisans de l'indépendance s'appelaient eux-mêmes patriotes, terme qui leur fut finalement généralement appliqué.
L'idée que l'indépendance n'était pas la préoccupation initiale est attestée par le fait que peu de régions déclarèrent leur indépendance dans les années suivant 1810. Les congrès du Venezuela et de la Nouvelle-Grenade le firent en 1811 et le Paraguay le fit la même année (14 et 15 mai 1811). Certains historiens expliquent la réticence à déclarer l'indépendance comme un « masque de Ferdinand VII » : c'est-à-dire que les chefs patriotes estimaient qu'ils devaient revendiquer la loyauté envers le monarque déchu afin de préparer les masses au changement radical que la pleine indépendance entraînerait finalement. Néanmoins, même des régions comme le Río de la Plata et le Chili, qui maintinrent plus ou moins leur indépendance de fait par rapport aux autorités péninsulaires, ne déclarèrent leur indépendance que quelques années plus tard, en 1816 et 1818, respectivement. Dans l'ensemble, malgré l'obtention d'une indépendance formelle ou de facto, de nombreuses régions de l'Amérique espagnole furent marquées par des guerres civiles presque continues, qui durèrent longtemps dans les années 1820. Au Mexique, où le mouvement de la junte avait été stoppé à ses débuts par une coalition de marchands péninsulaires et de représentants du gouvernement, les efforts pour établir un gouvernement indépendant de la Régence ou des Français prit la forme d'une rébellion, sous la direction de Miguel Hidalgo. Hidalgo fut capturé et exécuté en 1811, mais un mouvement de résistance se poursuivit, qui déclara l'indépendance vis-à-vis de l'Espagne en 1813. L'expédition Gutierrez-Magee était une expédition conjointe de volontaires Tejanos-US formée en Louisiane pour l'indépendance du Texas, mais elle fut vaincue lors de la bataille de Medina. En Amérique centrale, les tentatives de création de juntes furent également repoussées, mais elles entraînèrent une baisse significative de la violence. Les îles des Caraïbes, comme les Philippines à l'autre bout du monde, furent relativement pacifiques. Tout complot visant à créer des juntes fut dénoncé aux autorités suffisamment tôt pour les arrêter avant d'obtenir un large soutien.

#### Grandes villes et rivalités régionales
Les grandes villes et les rivalités régionales jouèrent un rôle important dans les guerres. La disparition d'une autorité centrale impériale — et dans certains cas, même d'une autorité locale, vice-royale (comme dans le cas de la Nouvelle-Grenade et du Rio de la Plata) — déclencha une période prolongée de balkanisation dans de nombreuses régions de l'Amérique espagnole. Il n'était pas clair quelles unités politiques devaient remplacer l'empire, et il n'y avait pas de nouvelles identités nationales pour remplacer le sentiment traditionnel d'être des Espagnols. Les juntes originelles de 1810 faisaient d'abord appel à un sentiment d'être espagnol, qui s'opposait à la menace française ; deuxièmement, à une identité américaine générale, opposée à la péninsule perdue pour les Français ; et troisièmement, à un sentiment d'appartenance aux grandes villes ou à la province locale, la patria en espagnol. Plus souvent qu'autrement, les juntes cherchèrent à maintenir l'indépendance d'une province vis-à-vis de la capitale de l'ancienne vice-royauté ou capitainerie générale autant que de la péninsule elle-même. Des conflits armés éclatèrent entre les provinces sur la question de la subordination de certaines villes ou provinces à d'autres comme elles l'avaient été sous la couronne. Ce phénomène était particulièrement évident en Amérique du Sud. Cette rivalité conduisit également certaines régions à adopter la cause politique opposée à celle choisie par leurs rivaux. Le Pérou semble être resté fortement royaliste en grande partie à cause de sa rivalité avec le Río de la Plata, avec lequel il avait perdu le contrôle du Haut-Pérou lorsque ce dernier fut élevé en vice-royauté en 1776. La création d'une junte au Río de la Plata permit au Pérou de reprendre le contrôle officiel du Haut-Pérou pendant la durée des guerres.

#### Tensions sociales et raciales
Les tensions sociales et raciales sous-jacentes eurent également un grand impact sur la nature des combats. Les zones rurales étaient opposées aux centres urbains, les griefs contre les autorités ayant trouvé un débouché dans le conflit politique. Ce fut le cas de la révolte paysanne d'Hidalgo, qui fut alimentée autant par le mécontentement de plusieurs années de mauvaises récoltes que par les événements de la guerre d'indépendance d'Espagne. Hidalgo faisait à l'origine partie d'un cercle d'urbanistes libéraux au Querétaro, qui cherchaient à établir une junte. Après la découverte de cette conspiration, Hidalgo se tourna vers les ruraux du Bajío mexicain pour construire son armée, et leurs intérêts éclipsèrent rapidement ceux des intellectuels urbains. Une tension similaire existait au Venezuela, où l'immigrant espagnol José Tomás Boves avait formé une armée royaliste puissante, quoique irrégulière, à partir des llaneros, des esclaves métis et des plaines, en attaquant la classe des propriétaires fonciers blancs. Boves et ses partisans méconnaissaient souvent le commandement des fonctionnaires espagnols et n'étaient pas préoccupés par le rétablissement du gouvernement royal renversé, choisissant plutôt de garder un véritable pouvoir entre eux. Enfin, dans l'arrière-pays du Haut-Pérou, les republiquetas maintinrent l'idée de l'indépendance en s'alliant avec des membres privés de la société rurale et des groupes autochtones, mais elles ne purent jamais s'emparer des principaux centres de population.
Des affrontements de plus en plus violents se développèrent entre Espagnols et Hispano-Américains, mais cette tension était souvent liée à des problèmes de classe ou fomentée par des chefs patriotes pour créer un nouveau sens du nationalisme. Après avoir été incitées à débarrasser le pays des gachupines (un terme désobligeant pour les Peninsulares), les forces d'Hidalgo massacrèrent sans discrimination des centaines de Criollos et Peninsulares qui s'étaient réfugiés à l'Alhóndiga de Granaditas à Guanajuato. Au Venezuela, au cours de sa Campagne Admirable, Simón Bolívar institua une politique de guerre à mort, dans laquelle les royalistes hispano-américains seraient volontairement épargnés mais même des Peninsulares neutres seraient tués, afin de creuser un fossé entre les deux groupes. Cette politique jeta les bases de la violente réaction royaliste sous Boves. Souvent cependant, le royalisme ou le patriotisme fournit simplement une bannière pour organiser les personnes lésées, et les causes politiques purent être écartées aussi rapidement qu'elles furent ramassées. Les llaneros vénézuéliens passèrent à la bannière patriote une fois que les élites et les centres urbains devinrent solidement royalistes après 1815, et c'est l'armée royale du Mexique qui permit finalement l'indépendance de cette nation.

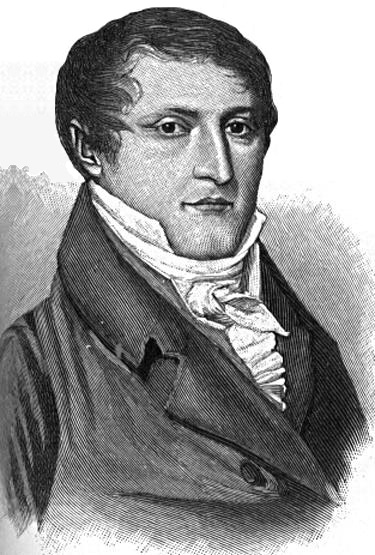
Manuel Belgrano.

Processus d'indépendance hispano-américain
Gouvernement traditionaliste espagnol
Gouvernement loyal à la Junte Centrale Suprême
Junte locale ou mouvement insurrectionnel
État indépendant déclaré ou établi
Contrôle français en Espagne

### Guerre du roi contre l'indépendance, 1814-1820
En 1815, les contours généraux des zones contrôlées par les royalistes et les forces indépendantistes furent établis et une impasse générale s'installa pendant la guerre. Dans les zones où les royalistes contrôlaient les principaux centres de population, la plupart des combats de ceux qui souhaitaient l'indépendance étaient perpétrés par des bandes de guérilla isolées. En Nouvelle-Espagne, les deux principaux groupes de guérilla étaient dirigés par Guadalupe Victoria à Puebla et Vicente Guerrero à Oaxaca. Dans le nord de l'Amérique du Sud, des patriotes de la Nouvelle-Grenade et du Venezuela, dirigés par des dirigeants tels que Simón Bolívar, Francisco de Paula Santander, Santiago Mariño, Manuel Piar et José Antonio Páez, menèrent des campagnes dans le vaste bassin de l'Orénoque et le long de la côte des Caraïbes, souvent avec aide matérielle en provenance de Curaçao et d'Haïti. En outre, comme mentionné ci-dessus, dans le Haut-Pérou, des bandes de guérilla contrôlaient les régions rurales isolées du pays.

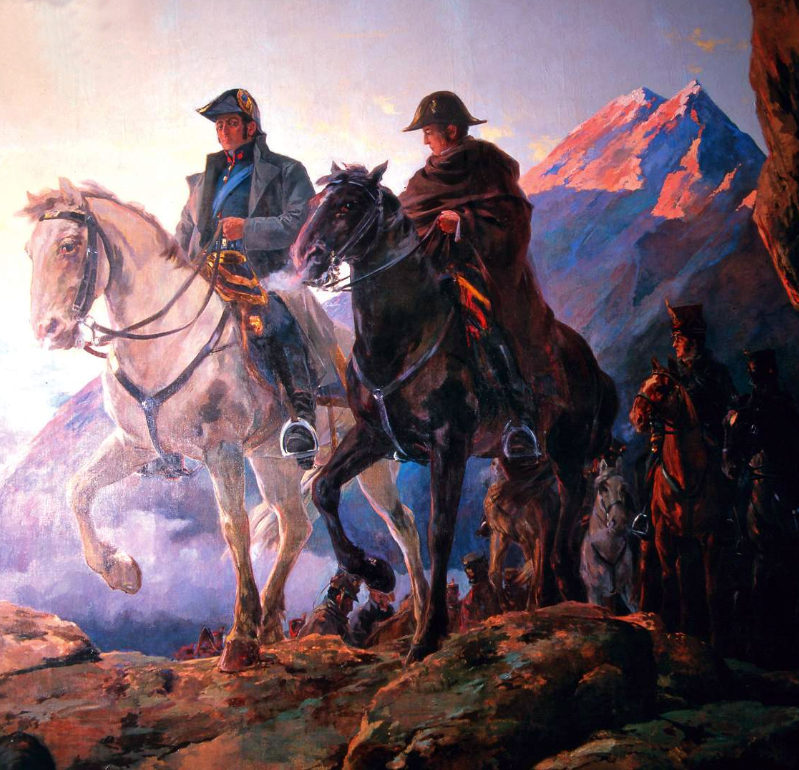
José de San Martín et Bernardo O'Higgins traversant la cordillère des Andes.

#### Restauration de Ferdinand VII
En mars 1814, à la suite de l'effondrement du Premier Empire français, Ferdinand VII fut restauré sur le trône espagnol. Cela signifiait un changement important, car la plupart des changements politiques et juridiques apportés des deux côtés de l'Atlantique — la myriade de juntes, les Cortes en Espagne et plusieurs congrès des Amériques, et bon nombre des constitutions et des nouveaux codes juridiques — avaient été faits en son nom. Avant d'entrer sur le territoire espagnol, Ferdinand fit aux Cortes de vagues promesses de respecter la Constitution espagnole. Mais une fois en Espagne, il se rendit compte qu'il avait un soutien important de la part des conservateurs dans la population générale et la hiérarchie de l'Église catholique espagnole ; ainsi, le 4 mai, il répudia la Constitution et ordonna l'arrestation des chefs libéraux le 10 mai. Ferdinand justifia ses actions en déclarant que la Constitution et d'autres changements avaient été apportés par des Cortes réunies en son absence et sans son consentement. Il restaura les anciens codes juridiques et institutions politiques puis promit de convoquer de nouvelles Cortes sous leurs formes traditionnelles (avec des chambres séparées pour le clergé et la noblesse), une promesse jamais tenue. La nouvelle des événements arriva à travers l'Amérique espagnole au cours des trois semaines à neuf mois suivants, selon le temps qu'il fallut aux marchandises et aux personnes pour voyager d'Espagne.
Les actions de Ferdinand constituèrent une rupture définitive de facto à la fois avec les gouvernements autonomes, qui n'avaient pas encore déclaré leur indépendance officielle, et avec l'effort des libéraux espagnols pour créer un gouvernement représentatif qui comprendrait pleinement les possessions d'outre-mer. Un tel gouvernement était considéré comme une alternative à l'indépendance par beaucoup en Nouvelle-Espagne, en Amérique centrale, dans les Caraïbes, à Quito, au Pérou, au Haut-Pérou et au Chili. Pourtant, la nouvelle de la restauration de « l'Ancien Régime » ne déclencha pas une nouvelle vague de juntes, comme cela s'était produit en 1809 et 1810, à l'exception notable de la création d'une junte à Cuzco exigeant l'application de la Constitution espagnole. Au lieu de cela, la plupart des Hispano-Américains étaient des modérés qui décidèrent d'attendre et de voir ce qui résulterait du rétablissement de la normalité. En fait, dans les régions de la Nouvelle-Espagne, de l'Amérique centrale et de Quito, les gouverneurs jugèrent opportun de laisser les ayuntamientos constitutionnels élus en place pendant plusieurs années afin de prévenir les conflits avec la société locale. Les libéraux des deux côtés de l'Atlantique continuèrent néanmoins à conspirer pour ramener une monarchie constitutionnelle, qui réussit finalement en 1820. L'exemple le plus spectaculaire de collaboration transatlantique fut peut-être l'expédition de Francisco Xavier Mina au Texas et dans le nord du Mexique en 1816 et 1817.
Les Hispano-Américains dans les régions royalistes qui étaient attachés à l'indépendance avaient déjà rejoint les mouvements de guérilla. Cependant, les actions de Ferdinand mirent des zones hors du contrôle de la couronne sur le chemin de la pleine indépendance. Les gouvernements de ces régions, qui avaient leur origine dans les juntes de 1810, et même des modérés là-bas, qui avaient entretenu une réconciliation avec la couronne, voyaient maintenant la nécessité de se séparer de l'Espagne pour protéger les réformes qu'ils avaient adoptées.

#### Militaire royaliste
Au cours de cette période, les forces royalistes avançaient en Nouvelle-Grenade, qu'elles contrôlèrent de 1815 à 1819, et au Chili, qu'elles contrôlèrent de 1814 à 1817. À l'exception des régions royalistes du nord-est et du sud, les provinces de la Nouvelle-Grenade conservèrent leur indépendance de l'Espagne en 1810, contrairement au Venezuela voisin, où les royalistes et les forces indépendantistes avaient échangé plusieurs fois le contrôle de la région. Pour pacifier le Venezuela et reprendre la Nouvelle-Grenade, l'Espagne organisa en 1815 la plus grande force armée qu'elle ait jamais envoyée au Nouveau Monde, composée de 10 500 soldats et de près de soixante navires. Bien que cette force ait été cruciale pour reprendre une région solidement indépendantiste comme la Nouvelle-Grenade, ses soldats furent finalement répartis dans tout le Venezuela, la Nouvelle-Grenade, Quito et le Pérou et furent décimés à cause des maladies tropicales, atténuant leur impact sur la guerre. De plus, la majorité des forces royalistes étaient composées, non pas de soldats envoyés depuis la péninsule, mais des Hispano-Américains.
Dans l'ensemble, les Européens ne formaient qu'environ un dixième des armées royalistes d'Amérique latine et seulement environ la moitié des unités expéditionnaires, une fois déployées dans les Amériques. Comme chaque soldat européen blessé étaient remplacé par un soldat hispano-américain, au fil du temps, il y avait de plus en plus de soldats hispano-américains dans les unités expéditionnaires. Par exemple, Pablo Morillo, commandant en chef du corps expéditionnaire envoyé en Amérique du Sud, indiqua qu'il n'avait que 2 000 soldats européens sous son commandement en 1820 ; en d'autres termes, seulement la moitié des soldats de son corps expéditionnaire étaient européens. On estime que dans la bataille de Maipú, seulement un quart des forces royalistes étaient des soldats européens, dans la bataille de Carabobo environ un cinquième, et dans la bataille d'Ayacucho moins de 1 % étaient européens.
Les milices américaines reflétaient la composition raciale de la population locale. Par exemple, en 1820, l'armée royaliste du Venezuela comptait 843 soldats blancs (español), 5 378 Casta et 980 soldats autochtones.

#### Progrès en faveur de l'indépendance
Vers la fin de cette période, les forces indépendantistes firent deux progrès importants. Dans le Cône Sud, un vétéran de l'armée espagnole ayant une expérience de la guerre péninsulaire, José de San Martín, devint gouverneur de la province de Cuyo. Il utilisa cette position pour commencer à organiser une armée dès 1814 en vue d'une invasion du Chili. Il s'agit d'un changement de stratégie important après la défaite de trois campagnes des Provinces-Unies dans le Haut-Pérou. L'armée de San Martín devint le noyau de l'armée des Andes, qui reçut un soutien politique et matériel crucial en 1816 lorsque Juan Martín de Pueyrredón devint directeur suprême des Provinces-Unies. En janvier 1817, San Martín était enfin prêt à avancer contre les royalistes au Chili. Ignorant une injonction du congrès du Río de la Plata de ne pas se déplacer contre le Chili, San Martín et le général Bernardo O'Higgins Riquelme, futur directeur suprême du Chili, menèrent l'armée au-dessus des Andes dans un mouvement qui renversa la situation des royalistes. Le 10 février, San Martín contrôlait le nord et le centre du Chili, et un an plus tard, après une guerre sans quartier, le sud. Avec l'aide d'une flotte sous le commandement de l'ancien officier de marine britannique Thomas Cochrane, le Chili fut protégé du contrôle royaliste et l'indépendance fut déclarée cette année-là. San Martín et ses alliés passèrent les deux années suivantes à planifier une invasion du Pérou, qui commença en 1820.
Dans le nord de l'Amérique du Sud, après plusieurs campagnes infructueuses pour prendre Caracas et d'autres centres urbains du Venezuela, Simón Bolívar conçut un plan similaire en 1819 pour traverser les Andes et libérer la Nouvelle-Grenade des royalistes. Comme San Martín, Bolívar entreprit personnellement les efforts pour créer une armée pour envahir un pays voisin, collabora avec des exilés indépendantistes de cette région et ne reçut pas l'approbation du congrès vénézuélien. Contrairement à San Martín, cependant, Bolívar n'avait pas d'armée professionnellement formée, mais plutôt un mélange rapidement assemblé de guérilleros de llanero, de nouveaux exilés de Nouvelle-Grenade dirigés par Santander et de recrues britanniques. De juin à juillet 1819, utilisant la saison des pluies comme couverture, Bolívar conduisit son armée à travers les plaines inondées et sur le froid, interdisant les passes des Andes, avec de lourdes pertes — un quart de la Légion britannique périt, ainsi que bon nombre de ses soldats llanero, qui n'étaient pas prêts pour les 4 000 mètres d'altitude —, mais le pari fut payant. En août, Bolívar contrôlait Bogotá et son trésor, et il gagna le soutien de nombreux habitants de la Nouvelle-Grenade, qui ressentaient toujours la dure reconquête menée sous Morillo. Néanmoins, Santander jugeait nécessaire de poursuivre la politique de la « guerre sans quartier » et procéda à l'exécution de trente-huit officiers royalistes qui s'étaient rendus. Avec les ressources de la Nouvelle-Grenade, Bolívar devint le leader incontesté des patriotes au Venezuela et orchestra l'union des deux régions dans un nouvel État appelé Colombie (Gran Colombia).

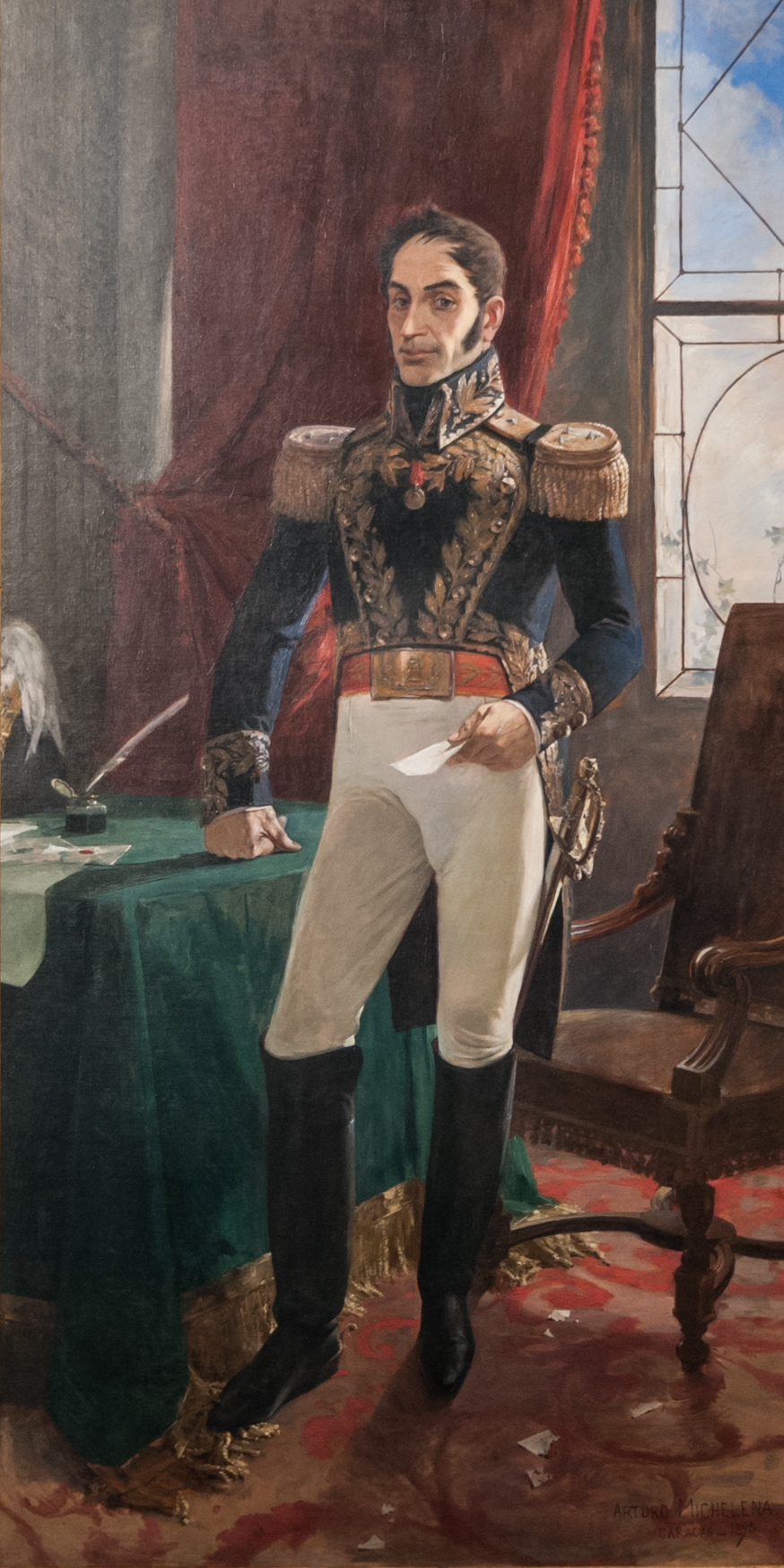
Simón Bolívar.

### Consolidation de l'indépendance: 1820-1833
Pour contrer les avancées des forces indépendantistes en Amérique du Sud, l'Espagne prépara une deuxième grande force expéditionnaire en 1819. Cette force ne quitta cependant jamais l'Espagne. Au lieu de cela, cela devint le moyen par lequel les libéraux purent finalement rétablir un régime constitutionnel. Le 1er janvier 1820, Rafael del Riego, commandant du bataillon des Asturies, dirigea une rébellion parmi les troupes, exigeant le retour de la Constitution de 1812. Ses troupes défilèrent dans les villes d'Andalousie dans l'espoir d'étendre le soulèvement à la population civile, mais les habitants étaient pour la plupart indifférents. Un soulèvement se produisit toutefois en Galice, dans le nord de l'Espagne, et de là, il se propagea rapidement dans tout le pays. Le 7 mars, le palais royal de Madrid était entouré de soldats sous le commandement du général Francisco Ballesteros, et trois jours plus tard, le 10 mars, Ferdinand VII assiégé, devenu virtuellement prisonnier, accepta de rétablir la Constitution.
La révolte de Riego eut deux effets importants sur la guerre dans les Amériques. Militairement, le grand nombre de renforts, qui étaient particulièrement nécessaires pour reprendre la Nouvelle-Grenade et défendre la vice-royauté du Pérou, n'arriveraient jamais. De plus, la situation des royalistes devenant de plus en plus désespérée région après région, l'armée connut des défections massives d'unités du côté patriote. Politiquement, la ré-institution d'un régime libéral changea les conditions dans lesquelles le gouvernement espagnol cherchait à engager les insurgés. Le nouveau gouvernement supposait naïvement que les insurgés se battaient pour le libéralisme espagnol et que la Constitution espagnole pouvait toujours être la base de la réconciliation entre les deux parties. Le gouvernement appliqua la Constitution et organisa des élections dans les provinces d'outre-mer, tout comme en Espagne. Il ordonna également aux commandants militaires d'entamer des négociations d'armistice avec les insurgés avec la promesse qu'ils pourraient participer au gouvernement représentatif rétabli.

#### Nouvelle-Espagne et Amérique centrale
En effet, la Constitution espagnole de 1812 adoptée par les Cortes de Cadix servit de base à l'indépendance en Nouvelle-Espagne et en Amérique centrale, car dans les deux régions, ce fut une coalition de dirigeants royalistes conservateurs et libéraux qui dirigea la création de nouveaux États. La Constitution espagnole de 1812 tenta de revenir aux politiques que le gouvernement espagnol avait mises en œuvre sous le règne des Habsbourg. Ces politiques reconnaissaient le territoire colonial espagnol comme royaumes compatriotes à égalité avec l'Espagne. De plus, les politiques des Habsbourg permirent un révisionnisme constant, par la corruption et la vente de postes, qui permettaient d'accorder plus de droits et de changer de politique pour répondre aux demandes des populations. La restauration de la Constitution espagnole et du gouvernement représentatif fut accueillie avec enthousiasme en Nouvelle-Espagne et en Amérique centrale. Des élections eurent lieu, des gouvernements locaux furent formés et des députés furent envoyés aux Cortes. La Constitution espagnole de 1812 aurait pu être l'occasion de mettre en œuvre un changement social lentement et sans la menace d'un soulèvement radicalisé des classes sociales inférieures en offrant la possibilité de promulguer un changement qui, selon les dirigeants, profiterait le mieux à leurs territoires respectifs. Chez les libéraux, cependant, on craignait que le nouveau régime ne dure pas ; et les conservateurs et l'Église craignaient que le nouveau gouvernement libéral n'élargisse ses réformes et sa législation anticléricale. Pourtant, parce que les Cortes de Cadix étaient situées en Espagne, le pouvoir politique et économique et les décisions étaient localisés en Espagne, leur donnant effectivement le contrôle sur toute l'Amérique latine coloniale. Ces tensions frustrèrent encore de nombreux Hispano-Américains en raison de leur incapacité à contrôler la politique qui affectait directement leur bien-être économique et sociopolitique, les menant davantage à l'indépendance. Ce climat d'instabilité créa les conditions permettant aux deux parties de forger une alliance. Cette alliance se fusionna vers la fin de 1820 derrière Agustín de Iturbide, un colonel de l'armée royale, qui à l'époque était chargé de détruire les forces de guérilla dirigées par Vicente Guerrero.
En janvier 1821, Iturbide entama des négociations de paix avec Guerrero, suggérant qu'ils s'unissent pour établir une Nouvelle-Espagne indépendante. Les termes simples proposés par Iturbide devinrent la base du plan d'Iguala : l'indépendance de la Nouvelle-Espagne (qui s'appellerait désormais l'Empire mexicain) avec Ferdinand VII ou un autre Bourbon comme empereur ; le maintien de l'Église catholique en tant que religion officielle de l'État et la protection de ses privilèges existants ; et l'égalité de tous les nouveaux Espagnols, qu'ils soient immigrés ou nés dans le pays. Le mois suivant, l'autre important chef de la guérilla, Guadalupe Victoria, rejoignit l'alliance et, le 1er mars, Iturbide fut proclamé chef d'une nouvelle armée des Trois Garanties. Le représentant du nouveau gouvernement espagnol, le chef politique supérieur Juan O'Donojú, qui remplaçait les vice-rois précédents, arriva à Veracruz le 1er juillet 1821, mais il constata que les royalistes détenaient tout le pays à l'exception de Veracruz, Mexico et Acapulco. Étant donné qu'au moment où O'Donojú avait quitté l'Espagne, les Cortes envisageaient d'étendre considérablement l'autonomie des possessions espagnoles d'outre-mer, O'Donojú proposa de négocier un traité avec Iturbide selon les termes du plan d'Iguala. Le traité de Córdoba, qui fut signé le 24 août, maintint toutes les lois existantes, y compris la Constitution de 1812, en vigueur jusqu'à ce qu'une nouvelle constitution pour le Mexique puisse être écrite. O'Donojú devint membre de la junte gouvernementale provisoire jusqu'à sa mort le 8 octobre. Les Cortes espagnoles et Ferdinand VII rejetèrent le traité de Córdoba, et la rupture définitive avec la mère patrie survint le 19 mai 1822, lorsque le Congrès mexicain conféra le trône à Iturbide.
L'Amérique centrale gagna son indépendance avec la Nouvelle-Espagne. Le 15 septembre 1821, un acte d'indépendance fut signé à Guatemala City qui déclarait l'Amérique centrale (Guatemala, Honduras, Salvador, Nicaragua et Costa Rica) indépendante de l'Espagne. Les élites régionales soutinrent les termes du Plan d'Iguala et orchestrèrent l'union de l'Amérique centrale avec l'Empire mexicain en 1821. Deux ans plus tard, après la chute d'Iturbide, la région, à l'exception du Chiapas, fut pacifiquement séparée du Mexique le 1er juillet 1823, établissant la République fédérale d'Amérique centrale. Le nouvel État exista pendant dix-sept ans, les forces centrifuges séparant chaque province en 1840.

#### Amérique du Sud

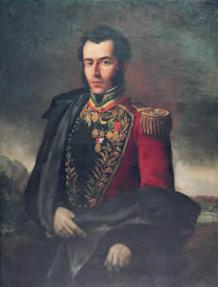
Antonio José de Sucre.

Contrairement à la Nouvelle-Espagne et en Amérique centrale, en Amérique du Sud, l'indépendance fut stimulée par les combattants indépendantistes qui avaient résisté pendant la dernière décennie. José de San Martín et Simón Bolívar dirigèrent par inadvertance un mouvement en tenailles à l'échelle du continent en provenance du sud et du nord de l'Amérique du Sud qui libéra la plupart des nations hispano-américaines sur ce continent. Après avoir obtenu l'indépendance du Chili en 1818, San Martín se concentra sur la construction d'une flotte navale dans le Pacifique pour contrer le contrôle espagnol de ces eaux et atteindre le bastion royaliste de Lima. Vers le milieu de 1820, San Martín avait réuni une flotte de huit navires de guerre et seize navires de transport sous le commandement de l'amiral Cochrane. La flotte mit les voiles de Valparaíso à Paracas dans le sud du Pérou. Le 7 septembre, l'armée débarqua à Paracas et prit avec succès Pisco. Après cela, San Martín, en attendant une révolte péruvienne généralisée, choisit d'éviter l'affrontement militaire direct. San Martín espérait que sa présence déclencherait une authentique révolte péruvienne contre la domination espagnole, estimant que sinon toute libération serait éphémère. Entre-temps, San Martín s'engagea dans la diplomatie avec le vice-roi Joaquín de la Pezuela, qui avait reçu l'ordre du gouvernement constitutionnel de négocier sur la base de la Constitution de 1812 et de maintenir l'unité de la monarchie espagnole. Cependant, ces efforts se révélèrent infructueux, car l'indépendance et l'unité de la monarchie ne pouvaient pas être conciliées, de sorte que l'armée navigua fin octobre vers une meilleure position stratégique à Huacho, dans le nord du Pérou. Au cours des mois qui suivirent, des campagnes terrestres et navales réussies contre les royalistes permirent de prendre pied et c'est à Huacho que San Martín apprit que Guayaquil (en Équateur) avait déclaré son indépendance le 9 octobre.

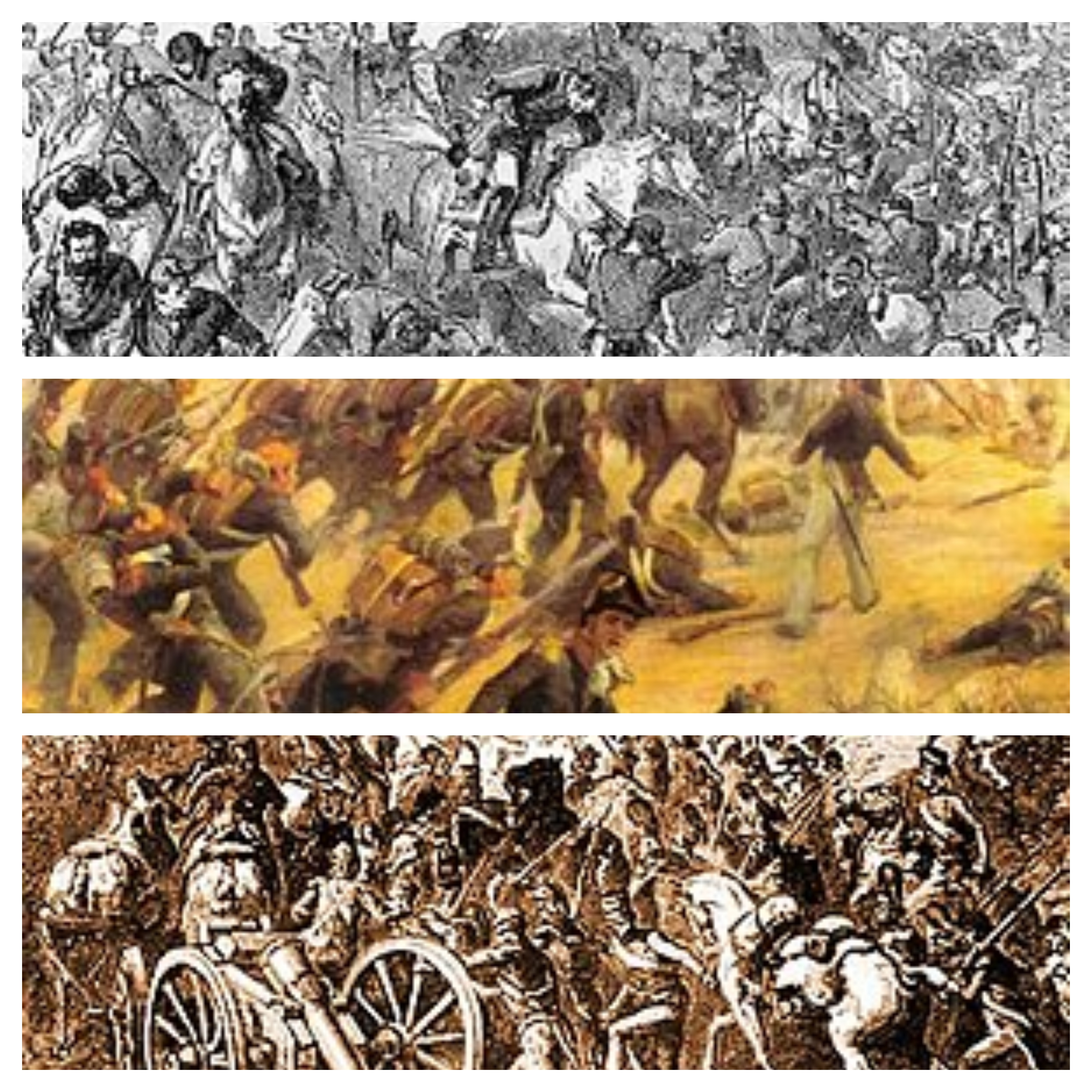
Collège de la division de protection de Quito.

Bolívar, apprenant l'effondrement de l'expédition de Cadix, passa l'année 1820 à préparer une campagne de libération au Venezuela. Bolívar fut aidé par la nouvelle politique espagnole de recherche d'engagement avec les insurgés, que Morillo avait mis en œuvre, en renonçant au commandement en chef et en retournant en Espagne. Bien que Bolívar ait rejeté la proposition espagnole que les patriotes rejoignent l'Espagne en vertu de la Constitution espagnole, les deux parties établirent une trêve de six mois et la régularisation des règles d'engagement en vertu du droit des nations les 25 et 26 novembre. La trêve ne dura pas six mois. Il était évident pour tous que la cause royaliste avait été considérablement affaiblie par le manque de renforts. Les soldats royalistes et des unités entières commencèrent à déserter ou à faire défection aux patriotes en grand nombre. Le 28 janvier 1821, l'ayuntamiento de Maracaibo déclara la province une république indépendante qui choisit de rejoindre le nouvel État-nation de Gran Colombia. Miguel de la Torre, qui avait remplacé Morillo à la tête de l'armée, considéra que cela constituait une violation de la trêve, et bien que les républicains aient fait valoir que Maracaibo avait changé de camp de son plein gré, les deux parties commencèrent à se préparer à une nouvelle guerre. Le sort du Venezuela fut scellé lorsque Bolívar y retourna en avril, à la tête d'une armée de 7 000 hommes de la Nouvelle-Grenade. Lors de la bataille de Carabobo le 24 juin, les forces colombiennes vainquirent de manière décisive les forces royalistes, assurant le contrôle du Venezuela à l'exception de Puerto Cabello et garantissant l'indépendance du Venezuela. Bolívar pourrait désormais se concentrer sur les revendications de Gran Colombia sur le sud de la Nouvelle-Grenade et Quito.
Au Pérou, le 29 janvier 1821, le vice-roi Pezuela fut destitué par un coup d'État de José de la Serna, mais il faudra attendre deux mois avant que San Martín ne rapproche son armée de Lima en la faisant naviguer vers Ancón. Au cours des mois suivants, San Martín engagea de nouveau des négociations, offrant la création d'une monarchie indépendante ; mais La Serna insista sur l'unité de la monarchie espagnole, de sorte que les négociations échouèrent. En juillet, La Serna jugeait sa prise sur Lima faible, et le 8 juillet, l'armée royale abandonna la ville côtière pour renforcer les positions dans les hautes terres, avec Cuzco comme nouvelle capitale de la vice-royauté. Le 12, San Martín entra à Lima, où il fut déclaré « protecteur du pays » le 28 juillet, un poste qui lui permit de diriger le nouvel État indépendant.

Pour s'assurer que la présidence de Quito fasse partie du Gran Colombia et ne reste pas un ensemble de petites républiques divisées, Bolívar envoya de l'aide sous forme de fournitures et une armée sous la direction d'Antonio José de Sucre à Guayaquil en février 1821. Pendant un an, Sucre ne put pas prendre Quito et, en novembre, les deux parties, épuisées, signèrent un armistice de quatre-vingt-dix jours. L'année suivante, à la bataille de Pichincha, le 24 mai 1822, les forces vénézuéliennes de Sucre conquirent finalement Quito ; l'emprise de la Gran Colombia sur le territoire était sûre. L'année suivante, après la destruction d'une armée de patriotes péruviens lors de la bataille d'Ica, San Martín rencontra Simón Bolívar à Guayaquil les 26 et 27 juillet. Par la suite, San Martín décida de se retirer de la scène. Au cours des deux années suivantes, deux armées de patriotes rioplatense (argentins), chiliens, colombiens et péruviens furent détruites en tentant de pénétrer le bastion royaliste dans les régions andines du Pérou et du Haut-Pérou. Un an plus tard, un congrès péruvien décida de faire de Bolívar le chef des forces patriotes du pays. Un conflit intestin entre La Serna et le général Pedro Antonio Olañeta, prolongement du triennat libéral, s'avéra être la perte des royalistes. La Serna perdit le contrôle de la moitié de sa meilleure armée au début de 1824, donnant aux patriotes une opportunité.

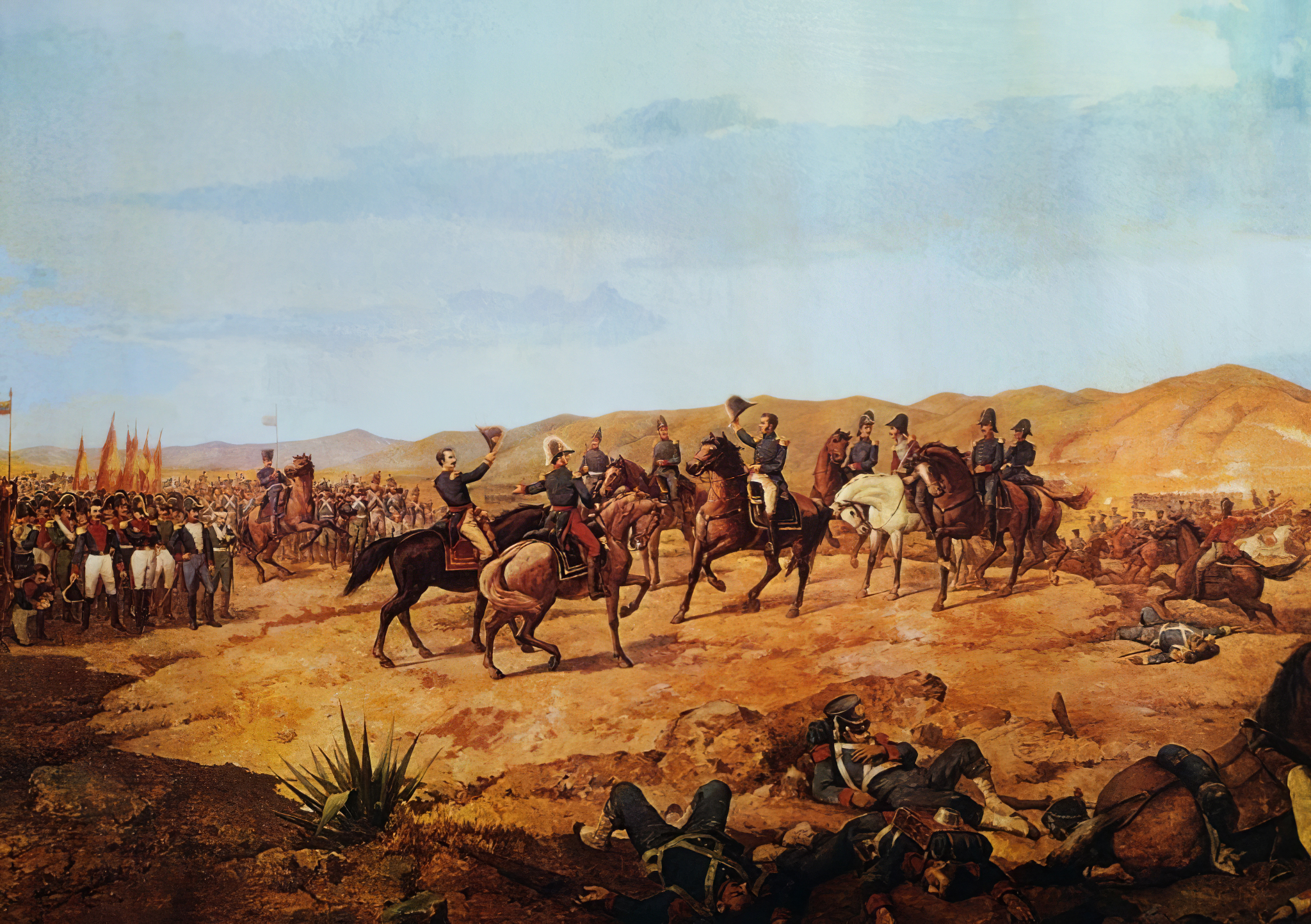
La bataille d'Ayacucho.

Sous le commandement de Bolívar et Sucre, les vétérans expérimentés de l'armée combinée, principalement des Colombiens, détruisirent une armée royaliste sous le commandement de La Serna lors de la bataille d'Ayacucho le 9 décembre 1824. L'armée de La Serna était numériquement supérieure mais se composait principalement de nouvelles recrues. La seule zone royaliste importante qui subsistait sur le continent était la contrée montagneuse du Haut-Pérou. Après la bataille d'Ayacucho, les troupes royalistes du Haut-Pérou sous le commandement d'Olañeta se rendirent après sa mort à Tumusla le 2 avril 1825. Bolívar tendait à favoriser le maintien de l'unité du Haut-Pérou avec le Pérou, mais les dirigeants du Haut-Pérou — de nombreux anciens royalistes, comme Casimiro Olañeta, neveu du général Olañeta — réunis dans un congrès sous les auspices de Sucre soutinrent l'indépendance du pays. Bolívar laissa la décision à Sucre, qui accompagnait le congrès. Sucre proclama l'indépendance du Haut-Pérou dans la ville qui porte désormais son nom le 6 août, mettant fin aux principales guerres d'indépendance.
Comme il devint clair qu'il ne devait pas y avoir de renversement de l'indépendance hispano-américaine, plusieurs des nouveaux États commencèrent à recevoir une reconnaissance internationale. Au début, en 1822, les États-Unis reconnurent le Chili, les Provinces-Unies du Río de la Plata, le Pérou, la Gran Colombia et le Mexique. La Grande-Bretagne attendit jusqu'en 1825, après la bataille d'Ayacucho, pour reconnaître le Mexique, la Gran Colombia et le Río de la Plata. Les deux nations reconnurent plus d'États hispano-américains au cours des prochaines années.

#### Derniers bastions royalistes
Les fortifications côtières espagnoles de Veracruz, Callao et Chiloé furent les points d'appui qui résistèrent jusqu'en 1825 et 1826 respectivement. Au cours de la décennie suivante, la guérilla royaliste continua d'opérer dans plusieurs pays et l'Espagne lança quelques tentatives pour reprendre des parties du continent hispano-américain. En 1827, le colonel José Arizabalo commença une guerre irrégulière avec la guérilla vénézuélienne, et le brigadier Isidro Barradas mena la dernière tentative avec des troupes régulières pour reconquérir le Mexique en 1829. Les frères Pincheira déménagèrent en Patagonie et y restèrent en tant que hors-la-loi royalistes jusqu'à leur défaite en 1832. Mais des efforts comme ceux-ci ne renversèrent pas la nouvelle situation politique.
L'insignifiance croissante de la Sainte-Alliance après 1825 et la chute de la dynastie des Bourbons en France en 1830 lors de la révolution de Juillet éliminèrent le principal soutien de Ferdinand VII en Europe, mais ce n'est qu'à la mort du roi en 1833 que l'Espagne abandonna finalement tous les plans de reconquête militaire, et en 1836 son gouvernement alla jusqu'à renoncer à sa souveraineté sur toute l'Amérique continentale. Au cours du xixe siècle, l'Espagne reconnaîtrait chacun des nouveaux États. Seuls Cuba et Porto Rico restèrent sous domination espagnole, jusqu'à la guerre hispano-américaine en 1898.

## Effets de l'indépendance

### Économie
Les près d'une décennie et demie de guerres affaiblirent considérablement les économies et les institutions politiques hispano-américaines, ce qui entrava le développement économique potentiel de la région pendant la majeure partie du xixe siècle et entraîna l'instabilité durable que la région connut. L'indépendance détruisit le bloc commercial de facto qu'était l'Empire espagnol, les galions de Manille et les flottes de trésor espagnoles en particulier. Après l'indépendance, le commerce entre les nouvelles nations hispano-américaines était inférieur à ce qu'il avait été pendant la période coloniale. Une fois les liens rompus, les petites populations de la plupart des nouveaux pays incitèrent peu les producteurs hispano-américains à recréer les anciennes structures commerciales. En outre, la protection contre la concurrence européenne, que le monopole espagnol avait fournie aux secteurs manufacturiers de l'économie, prit fin. En raison de l'opportunité, les tarifs protecteurs pour ces secteurs, en particulier la production textile, furent définitivement abaissés et les importations étrangères battirent la production locale. Cela affecta grandement les communautés autochtones, qui, dans de nombreuses régions de l'Amérique espagnole, s'étaient spécialisées dans la fourniture de produits finis aux marchés urbains, bien qu'en utilisant des techniques préindustrielles. Les guerres affectèrent également fortement le principal secteur économique de la région, les mines. La production d'argent en Bolivie diminua de moitié après l'indépendance et elle chuta de trois quarts au Mexique. Des villes dépendantes du commerce maritime comme Valdivia plongèrent dans la dépression alors que le système commercial intracolonial s'effondrait.
Les politiques de commerce extérieur variaient selon les nouveaux pays, certains comme les Provinces-Unies du Río de la Plata et le Pérou appliquant initialement des politiques protectionnistes tandis que le Chili était plus ouvert au commerce extérieur tout en appliquant une sorte de néomercantilisme.
Les nouveaux États qui commençaient à prendre racine en Amérique latine, en particulier au Mexique, purent obtenir un soutien financier étranger de la Grande-Bretagne. Cet investissement étranger provenait souvent de prêts, qui ne faisaient que paralyser les économies qui avaient été détruites ou laissées seules pendant le conflit. Cet investissement ne fut pas suffisant pour soutenir la reprise économique et peut être considéré comme ayant seulement nui à la croissance économique de ces nouveaux États en développement en les poussant davantage à s'endetter pour tenter de récupérer et de faire croître leur économie. Enfin, les nouvelles nations entrèrent dans l'économie mondiale après la fin des guerres révolutionnaires françaises, lorsque les économies d'Europe et des États-Unis se redressaient et recherchaient agressivement de nouveaux marchés pour vendre leurs produits après plus de deux décennies de perturbation. En fin de compte, l'Amérique espagnole ne pouvait se connecter aux marchés mondiaux qu'en tant qu'exportateur de matières premières et consommateur de produits finis.

### Société
L'indépendance vis-à-vis de la couronne espagnole requit une solidarité entre toutes les classes sociales. Cependant, chaque faction sociale avait ses idées sur ce à quoi la société locale devrait ressembler après l'indépendance. Cela eut un impact sur la capacité des sociétés à s'intégrer facilement en raison de la désunion de leurs idées sur les futurs systèmes politiques et idéologies, ce qui entraîna plus de conflits en ce qui concerne la consolidation de l'État. Le pouvoir que la classe créole d'élite commandait lui permettait de contrôler le développement de l'État et du pays pour s'assurer qu'elle restait au pouvoir. En conséquence, les nouveaux États latino-américains satisferaient certaines des exigences des autres factions sociales pour assurer la stabilité et l'intégration de tous dans le tissu social d'un nouvel État tout en garantissant la reproduction continue de l'élite créole en position de pouvoir et de contrôle sur le reste de la société.
Le débat politique visant à trouver des réponses à ces questions fut marqué par un affrontement entre libéralisme et conservatisme. Les conservateurs cherchaient à maintenir les structures sociales traditionnelles afin d'assurer la stabilité ; les libéraux cherchaient à créer une société et une économie plus dynamiques en mettant fin aux distinctions sociales fondées sur l'ethnie et en libérant la propriété des restrictions économiques. Dans leur quête pour transformer la société, les libéraux adoptèrent souvent des politiques qui n'étaient pas les bienvenues par les communautés autochtones, qui avaient bénéficié des protections uniques qui leur étaient accordées par la loi espagnole traditionnelle.
L'indépendance, cependant, initia l'abolition de l'esclavage en Amérique espagnole, car elle était considérée comme faisant partie de la lutte pour l'indépendance, puisque de nombreux esclaves avaient acquis leur autorité en rejoignant les armées patriotes. Dans les régions où l'esclavage n'était pas une source majeure de main-d'œuvre (Mexique, Amérique centrale, Chili), l'émancipation se produisit presque immédiatement après l'accession à l'indépendance. Dans les régions où l'esclavage était la principale source de main-d'œuvre (Colombie, Venezuela, Pérou, Argentine), l'émancipation se déroula par étapes au cours des trois décennies suivantes, généralement d'abord avec la création de lois et de programmes gratuits pour l'émancipation compensée. Au début des années 1850, l'esclavage avait été aboli dans les nations indépendantes d'Amérique espagnole.

### Rôle des femmes
Les femmes ne furent pas simplement des spectatrices tout au long des guerres d'indépendance d'Amérique latine. De nombreuses femmes prirent parti sur les questions politiques et rejoignirent les mouvements indépendantistes afin de participer à de nombreux niveaux différents. Les femmes ne pouvaient s'empêcher d'agir en tant que proches bienveillantes, que ce soit en tant que mère, sœur, épouse ou fille des hommes qui se battaient. Les femmes créèrent des organisations politiques et organisèrent des réunions et des groupes pour donner de la nourriture et des fournitures aux soldats.
Certaines femmes soutinrent les guerres en tant qu'espionnes, informatrices et combattantes. Manuela Sáenz fut une amante de longue date de Simón Bolívar et agit comme son espionne et confidente et fut secrétaire de ses archives. Elle lui sauva la vie à deux reprises, soigna des soldats blessés et certains historiens soutiennent qu'elle aurait même participé à quelques batailles. Sáenz suivit Bolívar et son armée pendant les guerres d'indépendance et devint connue en Amérique latine comme la « mère du féminisme et de l'émancipation et de l'égalité des droits des femmes ». Bolívar lui-même était partisan des droits des femmes et du suffrage en Amérique latine. C'est Bolívar qui permit à Sáenz de devenir la grande pionnière de la liberté des femmes. Il voulait libérer les femmes d'Amérique latine de l'oppression et de l'infériorité que le régime espagnol avait établies. Bolívar fit même de Sáenz une colonel de l'armée colombienne en raison de son héroïsme, ce qui suscita la controverse car il n'y avait pas de femmes dans l'armée à l'époque. Juana Azurduy de Padilla, une femme métisse qui se battit pour l'indépendance dans la région du Río de la Plata, gagna également en importance dans la lutte pour l'indépendance. La présidente argentine Cristina Fernández de Kirchner la promut à titre posthume au grade de général.
Selon les stéréotypes de genre, les femmes n'étaient pas censées être des soldats ; seuls les hommes étaient censés participer aux combats et aux conflits. Il y avait encore beaucoup de femmes présentes sur les champs de bataille pour aider à secourir et à soigner les soldats. Certaines femmes se battirent aux côtés de leur mari et de leurs fils sur le champ de bataille. La majorité des femmes assumèrent des rôles de soutien et non compétitifs tels que la collecte de fonds et les soins aux malades. La révolution pour les femmes signifiait quelque chose de différent de celle pour les hommes. Les femmes considéraient la révolution comme un moyen d'obtenir des droits égaux, comme le vote, et de surmonter la suppression de la subordination des femmes aux hommes. Les femmes étaient généralement identifiées comme victimes pendant les guerres d'indépendance, car les femmes d'Amérique latine furent forcées de se sacrifier pour la cause. Les idéaux de la féminité signifiaient que les femmes devaient sacrifier ce que la situation exigeait, comme une mère sacrifiant son fils ou une vierge sachant qu'elle pourrait sacrifier la maternité ou le mariage en raison de la perte de nombreux jeunes hommes. Cette vision signifiait que les femmes devaient contribuer à l'indépendance dans un rôle de soutien tout en laissant le combat et la politique entre les mains des hommes.

### Gouvernement et politique
L'indépendance n'aboutit pas non plus à des régimes politiques stables, sauf dans quelques pays. Premièrement, les nouvelles nations n'avaient pas d'identités bien définies, mais le processus de création d'identités ne faisait que commencer. Cela se fera à travers les journaux et la création de symboles nationaux, y compris de nouveaux noms pour les pays (« Mexique », « Colombie », « Équateur », « Bolivie », « Argentine »), qui rompaient avec le passé. De plus, les frontières n'étaient pas fermement établies et la lutte entre le fédéralisme et le centralisme, qui commençait au moment de l'indépendance, se poursuivit pendant le reste du siècle. Deux grands États qui émergèrent des guerres — la Grande Colombie et la République fédérale d'Amérique centrale — s'effondrèrent après une décennie ou deux, et l'Argentine ne se consolidera politiquement que dans les années 1860.
Les guerres détruisirent l'ancienne bureaucratie civile qui régnait dans la région depuis des siècles, alors que des institutions telles que les audiencias furent éliminées et de nombreux responsables peninsulares fuirent en Espagne. L'Église catholique, qui avait été une importante institution sociale et politique pendant la période coloniale, s'affaiblit d'abord à la fin des conflits. Comme pour les responsables gouvernementaux, de nombreux évêques peninsulares abandonnèrent leurs diocèses et leurs postes ne furent pas pourvus pendant des décennies jusqu'à ce que de nouveaux prélats puissent être créés et que les relations entre les nouvelles nations et le Vatican soient régularisées. Alors que l'Église récupéra, son pouvoir économique et politique fut attaqué par les libéraux.
Malgré le fait que la période des guerres d'indépendance elle-même fut marquée par une expansion rapide du gouvernement représentatif, pour plusieurs des nouvelles nations, le xixe siècle fut marqué par le militarisme en raison du manque d'institutions politiques et nationales bien définies. Les armées et les officiers qui virent le jour pendant le processus d'indépendance voulaient s'assurer d'obtenir leurs récompenses une fois la lutte terminée. Beaucoup de ces armées ne s'étaient pas complètement dissoutes une fois les guerres terminées et elles se révélèrent être l'une des institutions les plus stables des premières décennies d'existence nationale. Ces armées et leurs chefs influencèrent effectivement le cours du développement politique. De cette nouvelle tradition naquirent les caudillos, hommes forts qui amassèrent eux-mêmes un pouvoir économique, militaire et politique formel et informel.

## Soutien étranger

### Royaume-Uni
La Grande-Bretagne voulait voir la fin de la domination espagnole en Amérique du Sud et finalement exploiter le monopole des marchés potentiels importants là-bas. En même temps, ils voulaient que l'Espagne comme alliée garde l'équilibre des pouvoirs dans l'Europe post-napoléonienne. Pour y parvenir, la Grande-Bretagne se cacha pour soutenir les révolutionnaires d'Amérique du Sud. Dans une sorte de libre entreprise privée conforme à la loi, elle envoya des hommes, un soutien financier et matériel pour aider les insurgés à lutter contre l'Espagne.
L'une des contributions les plus importantes furent les Légions britanniques, une unité de volontaires qui combattit sous Simón Bolívar. Cette force comptait plus de 6 000 hommes, dont la majorité étaient des vétérans des guerres napoléoniennes. Au combat, leurs plus grandes réalisations furent à Boyacá (1819), Carabobo (1821), Pichincha (1822) et Ayacucho (1824) qui assurèrent l'indépendance de la Colombie, du Venezuela, de l'Équateur et du Pérou de la domination espagnole respectivement. Bolívar décrivit les Légions et tous ceux qui y servirent comme « les sauveurs de mon pays ».
De nombreux membres de la Royal Navy se portèrent également volontaires pour les forces révolutionnaires. Le plus célèbre étant Thomas Cochrane qui réorganisa la marine chilienne, composée pour la plupart de vétérans de la Royal Navy. Parmi de nombreux exploits, il captura la forteresse espagnole de Valdivia en 1820 ; et la même année, il captura le navire amiral de la flotte espagnole d'Amérique du Sud, l'Esmeralda, dans le port de Callao. En plus d'aider le Chili à obtenir son indépendance de l'Espagne, Cochrane fit de même pour le Pérou en montant un blocus efficace et en transportant des troupes. Il déménagea ensuite au Brésil dans leur lutte pour l'indépendance du Portugal.
À leur apogée en 1819, environ 10 000 hommes des îles britanniques servirent en Amérique du Sud pour lutter contre le despotisme.
La diplomatie britannique joua également un rôle clé ; en particulier le rôle des secrétaires étrangers le vicomte Castlereagh et plus tard George Canning qui voulaient tous deux voir la disparition des colonies sud-américaines d'Espagne. La plus grande réussite de Castlereagh fut de conclure un accord avec les puissances européennes lors du congrès d'Aix-La-Chapelle en 1818 et du congrès de Vérone quatre ans plus tard. Cela bloqua l'aide à l'Espagne qui empêcha sa reconquête de l'Amérique du Sud. Avec la Royal Navy aux commandes des océans, cela établit la priorité - ils furent également un facteur décisif dans la lutte pour l'indépendance de certains pays d'Amérique latine